# Tranemad
Tranemad är en sjö i Vetlanda kommun i Småland och ingår i Mörrumsåns huvudavrinningsområde. Sjön har en area på 0,0694 kvadratkilometer och ligger 199,5 meter över havet.

## Delavrinningsområde
Tranemad ingår i det delavrinningsområde (634248-144834) som SMHI kallar för Inloppet i Klockesjön. Medelhöjden är 250 meter över havet och ytan är 91,13 kvadratkilometer. Det finns inga delavrinningsområden uppströms utan avrinningsområdet är högsta punkten. Vattendraget som avvattnar avrinningsområdet har biflödesordning 2, vilket innebär att vattnet flödar genom totalt 2 vattendrag innan det når havet efter 171 kilometer. Delavrinningsområdet består mestadels av skog (75 %) och jordbruk (12 %). Avrinningsområdet har 2,69 kvadratkilometer vattenytor vilket ger det en sjöprocent på 2,9 %.